# Gistel
Gistel ist eine belgische Gemeinde in der Provinz Westflandern. Die Gemeinde umfasst die Stadt Gistel sowie die Stadtteile Moere, Snaaskerke und Zevekote.

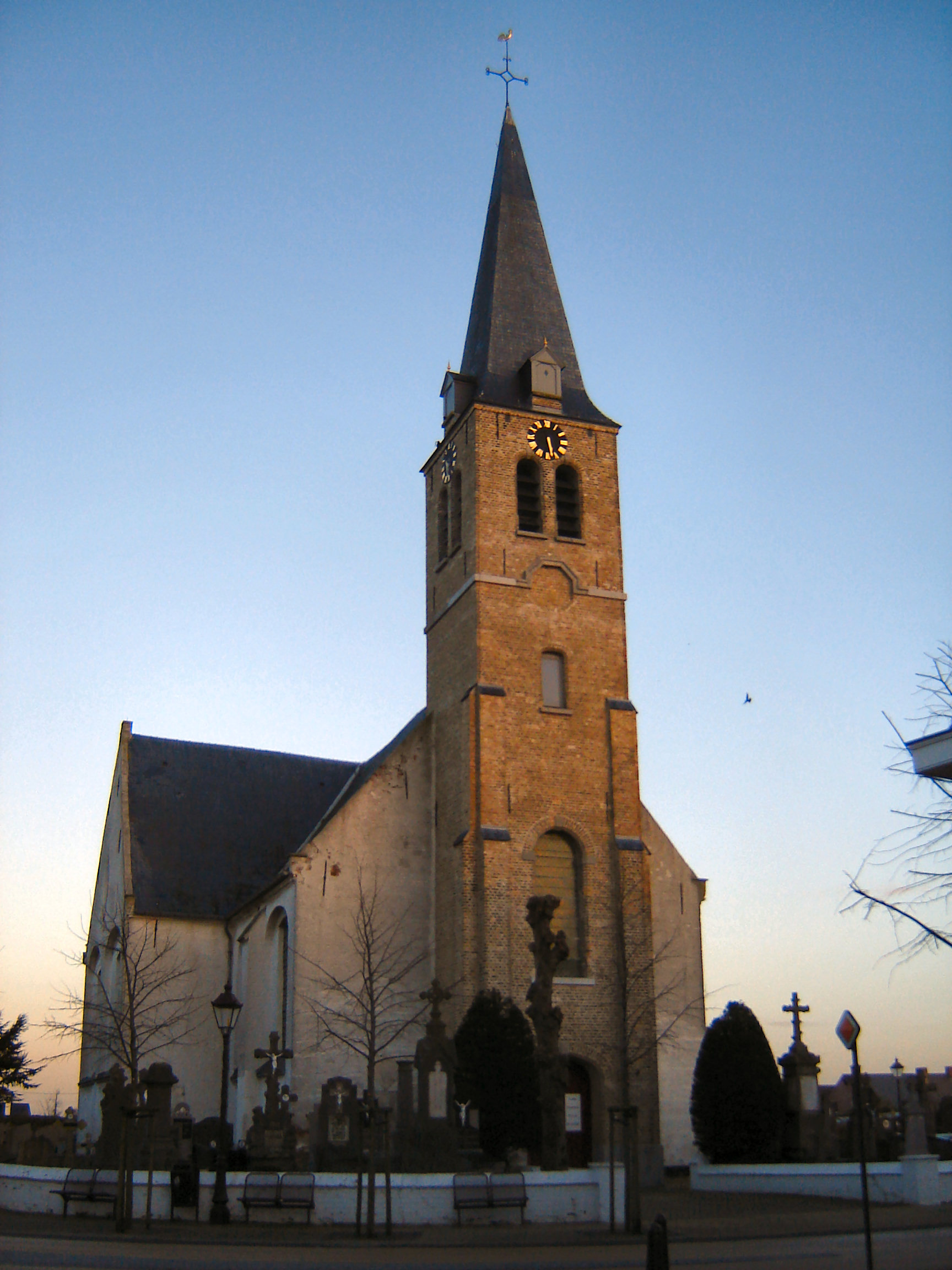
Liebfrauenkirche in der Teilgemeinde Zevekote

## Godelieve-Prozession
Jedes Jahr am ersten Sonntag nach dem 5. Juli findet in Gistel die Godelieve-Prozession zum Gedenken an die heilige Godelieve (zu deutsch Godeleva), eine vor allem in Flandern verehrte Märtyrin, statt. Die Prozession wurde am 4. Juli 2017 durch die Regierung Flanderns in das Inventar des immateriellen Kulturerbes Flanderns aufgenommen.

## Wirtschaft
Mitte des 19. Jahrhunderts gab es in Gistel Kerzenfabriken sowie einen Vieh- und Pferdemarkt.

## Städtepartnerschaften
Die 1964 begründete Partnerschaft zwischen Gistel und dem Büdinger Stadtteil Aulendiebach kann als Vorreiter der internationalen Städtepartnerschaft mit der deutschen Stadt Büdingen angesehen werden.

## Persönlichkeiten
- Frédéric Théllusson (1894–1960), Autorennfahrer
- Sylvère Maes (1909–1966), belgischer Radrennfahrer, hat u. a. die Tour de France gewonnen
- Alfred Ronse junior (1909–1966), Bürgermeister
- Johan Bonny, Bischof von Antwerpen
- Johan Museeuw (* 1965), Radrennfahrer
- Eugène Van Oye, flämischer Dichter und Dramatiker
- Theodore Heyvaert, Politiker
- Leopold Decloedt (* 1964), Germanist und Unternehmer
- Patrick De Baets, Professor an der Universität Gent
- Léopold Gernaey (1927–2005), belgischer Fußballnationalspieler